# Skopuns kommun
Skopuns kommun (färöiska: Skopunar kommuna) är en kommun på Färöarna, belägen på ön Sandoys norra kust. Kommunen omfattar endast centralorten Skopun och hade vid folkräkningen 2015 totalt 446 invånare. Med sina 9 kvadratkilometer är det Färöarnas till yta minsta kommun.

## Befolkningsutveckling
| Befolkningsutvecklingen i Skopuns kommun 1985–2015 | Befolkningsutvecklingen i Skopuns kommun 1985–2015 | Befolkningsutvecklingen i Skopuns kommun 1985–2015 | Befolkningsutvecklingen i Skopuns kommun 1985–2015 | Befolkningsutvecklingen i Skopuns kommun 1985–2015 |
| -------------------------------------------------- | -------------------------------------------------- | -------------------------------------------------- | -------------------------------------------------- | -------------------------------------------------- |
|                                                    |                                                    |                                                    |                                                    |                                                    |
| År                                                 |                                                    |                                                    | Folkmängd                                          |                                                    |
| 1985                                               | 1985                                               |                                                    | 589                                                |                                                    |
| 1990                                               | 1990                                               |                                                    | 582                                                |                                                    |
| 1995                                               | 1995                                               |                                                    | 517                                                |                                                    |
| 2000                                               | 2000                                               |                                                    | 491                                                |                                                    |
| 2005                                               | 2005                                               |                                                    | 482                                                |                                                    |
| 2010                                               | 2010                                               |                                                    | 473                                                |                                                    |
| 2015                                               | 2015                                               |                                                    | 446                                                |                                                    |
|                                                    |                                                    |                                                    |                                                    |                                                    |